# Ngawensari
Ngawensari is een bestuurslaag in het regentschap Kendal van de provincie Midden-Java, Indonesië. Ngawensari telt 1792 inwoners (volkstelling 2010).